# اندماج بارد

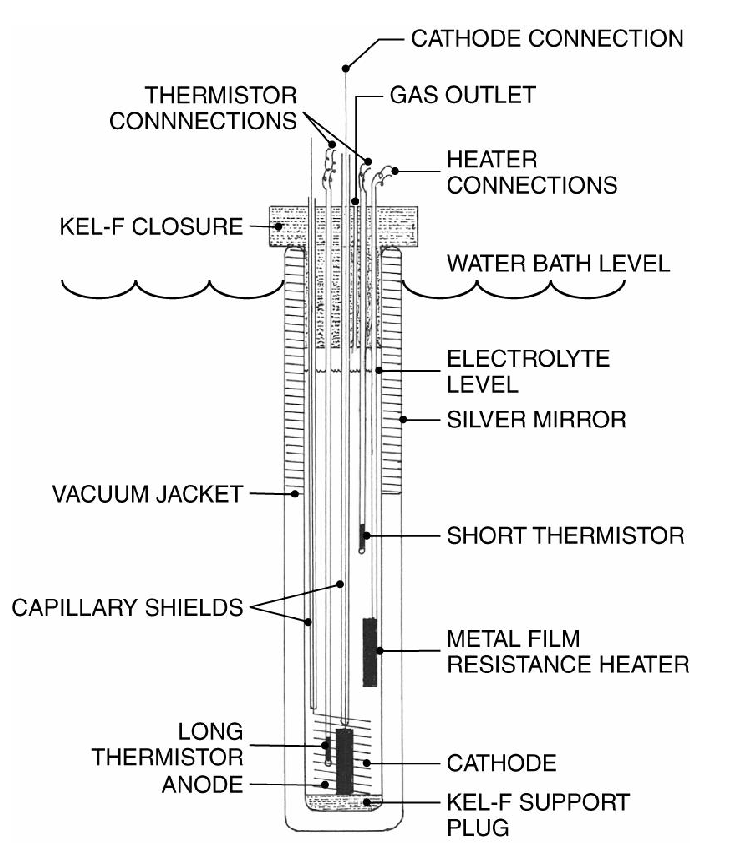

الاندماج البارد اسم يطلق على تفاعلات اندماج نووي مفترضة يزعم أنه يمكن إحداثها بدرجات حرارة وضغط الغرفة العاديان، وهذه ظروف أقل بكثير من درجات الحرارة المطلوبة في التفاعلات النووية الاندماجية المعتادة (حيث تتطلب تلك التفاعلات ملايين من الدرجات الحرارية على مقياس المئوي وضغط كبير كما هو الحال في لب الشمس والنجوم).
من المفترض أن إحداث هذه التفاعل الاندماجي البارد يحتاج فقط إلى جهاز بسيط نسبياً يستخدم تغذية بطاقة منخفضة.وقد زعم بعض الباحثين نجاحهم في إحداث هذا التفاعل في حين شكك أو كذّب معظم العلماء والباحثين الآخرين المختصين ذلك.
تسمى هذه الظاهرة التكنولوجية في اليابان بالطاقة الهيدروجينية الجديدة . تعمل هذه الطريقة الجديدة على انصهار النواة الذرية دون استخدام أي من الوسائل التقليدية المعروفة ( الحرارة المرتفعة أو الضغط العالي ) .